# Tratado Hay-Quesada
Tratado Hay-Quesada es el acuerdo logrado entre los gobiernos de Cuba y Estados Unidos, en el cual este último reconoce la soberanía cubana sobre el territorio de la Isla de Pinos, hoy Isla de la Juventud.

## Historia
El 21 de febrero de 1901 se concluyó la creación de la primera Constitución de la República de Cuba, que sería inaugurada el 20 de mayo de 1902. A pesar de ser bastante avanzada para la época, dicha constitución contenía la llamada Enmienda Platt (derogada en 1934), que limitaba la soberanía del país, además de que no mencionaba a la Isla de Pinos como parte del territorio nacional. Por esta razón, el gobierno de los Estados Unidos reclamó como propio este territorio. En 1904 Gonzalo de Quesada y Aróstegui, embajador de Cuba en Estados Unidos, logró convencer al gobierno estadounidense de que dicha isla había sido parte del territorio cubano desde 1511, y fue firmado el Tratado Hay-Quesada que establecía la soberanía cubana sobre esa isla, por Gonzalo de Quesada y el secretario de Estado estadounidense John Milton Hay el 2 de marzo de 1904 en Washington D. C., pero no fue ratificado por el senado de Estados Unidos hasta el 13 de marzo de 1925, durante el gobierno cubano de Alfredo Zayas.